# Fernando López Cárdenas
Fernando López Cárdenas fue escritor, abogado y  político mexicano, nacido en Mérida, Yucatán. Fue gobernador interino de Yucatán por nueve meses entre 1935 y 1936, sucediendo a César Alayola. Fue defenestrado por los hechos sangrientos sucedidos en Yucatán el 1 de julio de 1936, en los que perdieron la vida 14 manifestantes a manos de la policía del estado.
Después de estos hechos, el Licenciado Fernando López Cardenas fue nombrado por el presidente Cárdenas, Ministro de la Suprema Corte de Justicia de la Nación.

## Datos históricos
Fernando López Cardenas fue diputado federal por Yucatán en la XXXV Legislatura del Congreso de la Unión de México. César Alayola Barrera, quien fue gobernador de Yucatán entre 1934 y 1935 fue sustituido por López Cárdenas, el 5 de octubre de 1935, una vez que este fue designado por el congreso local.
Tuvo varios cargos como abogado en Petróleos Mexicanos, Maestro de la UNAM, Ministro de la Suprema Corte de Justicia en la Ciudad de México. 
En 1935 ya se había activado en México el proceso de la reforma agraria, repartiéndose grandes extensiones de tierra entre los jornaleros y trabajadores del campo. En Yucatán había un estado de incertidumbre y aunque ya se había determinado la repartición de algunas haciendas henequeneras, particularmente en la zona de Tixkokob y sus comisarías Euán y Ekmul, no había claridad en lo que vendría después. Los hacendados y propietarios privados estaban en pie de alerta. El gobernador, César Alayola Barrera, era considerado como un anti-agrarista que estaba en contra de la reforma. El general Lázaro Cárdenas del Río que había asumido la presidencia de México el 1 de diciembre de 1934, había hecho saber, desde su campaña política por Yucatán en los meses anteriores a su toma de posesión, que buscaría acciones agrarias más intensas y definitivas. Había gran inquietud en el ambiente político.
Sobrevino la solicitud de licencia de Alayola y la designación de López Cárdenas. El 7 de diciembre de 1935 fue anunciada la ampliación del ejido de Tixkokob, para tranquilizar el ánimo de los campesinos. Sin embargo, López Cárdenas fue desafiado por los trabajadores del volante  en la ciudad. En mayo de 1936 se inició una importante huelga en la ciudad de Mérida que rápidamente tendió a generalizarse, dándose manifestaciones que fueron apoyadas por campesinos y otros grupos de obreros, que se mostraron violentos, con toma de calles, algunos actos vandálicos y turbas de más de 20000 personas.
El 1 de julio de 1936 se dio un grave incidente en una de esas manifestaciones con hechos de sangre. 14 personas resultaron muertas a manos de la policía represora. El gobernador López Cárdenas tuvo que asumir la responsabilidad de los hechos y solicitó su licencia que le fue admitida de inmediato.
fue Padre de Fernando López Palomeque su  hijo único que trabajo como gerente general de concursos y contratos de petróleos mexicano y se fueron a vivir a la Ciudad de México. 
Su hijo se casó con Alicia Aguilar Trejo y tuvieron seis hijos, vivieron por el sur de la Ciudad de México.
El sucesor de López Cárdenas, Florencio Palomo Valencia asumió la gubernatura interina de inmediato y supo estar a la altura de las circunstancias ya que fue ampliamente rebasado por el proyecto agrarista decidido por el general Cárdenas para Yucatán. El decreto expropiatorio de las superficies henequeneras , se dio en el mes de agosto de 1937.